# Weimarkoalitionen
Weimarkoalitionen (Weimarer Koalition) er betegnelsen for de koalitionsregeringer bestående af partierne SPD (socialdemokratisk), det katolske Zentrum og det liberale DDP (Deutsche Demokratische Partei – det tyske demokratiske parti), som dannede regering en række gange under Weimarrepublikkens tid i Tyskland. Partierne i koalitionen var de som i stærkest grad ønskede at forsvare den nye republikanske konstitution, Weimarforfatningen, mod angreb fra venstre- og højresiden.
SPD, Zentrum og Fortschrittliches Volkspartei (forløberen til DDP) havde allerede under første verdenskrig samarbejdet i Rigsdagen. 
Weimarkoalitionen slog igennem, da Weimar-forfatningen blev til. Ved valgene til den forfatningsgivende nationalforsamling den 19. januar 1919 fik de tre partier samlet et overvældende flertal på 76,2 procent af stemmerne (SPD 37,9 %, Zentrum 19,7 %, DDP 18,5 %). Dermed afviste tyskerne det socialistiske rådssystem, men også monarkiet. 
Allerede ved de første rigsdagsvalg den 6. juni 1920 mistede Weimarkoalitionen sit flertal (SDP 21,7 %, Zentrum 13,6 % og DDP 8,2 %). I tiden som fulgte klarede SPD at stabilisere sin opslutning ved valgene til mellem 18,3 (5. marts 1933) og 28,7 % (20. maj 1928), og Zentrum ligeså mellem 13,6 (6. juni 1920) og 11,2 % (5. marts 1933). Men DDPs tilslutning raslede ned til det ved valgene den 5. marts 1933 var blevet betydningsløst med kun 0,8 % af de afgivne stemmer. 
Også i delstaterne gik det tilbage med Weimarkoalitionens indflydelse. Det var kun i Preussen, at den bestod helt frem til 1932, under navnet Preussenkoalitionen. 
Hovedgrundene til tilbagegangen var, at frikorpsene og andre højreorienterede grupper gik i skarp konflikt med de venstreradikale kræfter, og dermed kom mange SPD-vælgere på afstand fra sit oprindelige parti. Belastningerne under Versaillestraktaten svækkede folks tiltro til de etablerede partier. 
De, som profitterede på dette, var de mere ekstreme partier på fløjene. Både det Moskvaloyale kommunistparti KPD og det nationalsocialistiske parti udviklede sig efterhånden til massepartier, og til sidst overtog nationalsocialisterne magten i 1933.

## De weimarske regeringskoalitioner
- 13. februar 1919 til 20. juni 1919: Rigskansler: Philipp Scheidemann (SPD)

- 21. juni 1919 til 26. marts 1920: Rigskansler: Gustav Bauer, (SPD)

- 27. marts 1920 til 8. juni 1920: Rigskansler: Hermann Müller, (SPD)

- 10. maj 1921 til 22. oktober 1921: Rigskansler Joseph Wirth (Zentrum)

- 29. oktober 1921 til 14. november 1922: Rigskansler Joseph Wirth (Zentrum)